# 平日投票
平日投票（へいじつとうひょう）とは選挙において一般に休日ではない日（平日）を投票期日にすること。繰り上げ投票は含まない。

## 大韓民国
大韓民国大統領選挙では、水曜日に実施され、投票日は公休日となる。

## イギリス
イギリスの選挙では、慣例的に木曜日に実施されることが多い。

## アメリカ
アメリカ大統領選挙は1845年の連邦法により11月第1月曜の次の火曜日に実施することとなっている。当時の有権者の多くは農民で日曜日はキリスト教の安息日に当たっていた。また、投票所も主要都市にしか置かれておらず交通の便も悪かったため、安息日翌日の月曜日に農村を馬車で出発し途中で1泊して投票所に着けるよう想定したものとされている。交通網が発達し農村部の投票所も増えたことから、投票率を上げるために週末を投票日とするよう変更すべきとの意見もある。

## 日本
日本では2000年以降における国政選挙の補欠選挙を除き、平日を投票日に指定することは法律で禁止されていない。また、4年に1度の統一地方選挙は1975年以降は統一地方選挙特例法により、4月の日曜とすることが慣例となっている。
国政選挙では1969年以前は平日を投票日に設定するのが一般的だったが、1969年の衆議院議員総選挙の投票日が土曜日だったのを最後に平日投票は行われていない。1970年以降の国政選挙では投票日を日本では一般に休日である日曜日にすることが慣例となっている。
地方選挙でも全国的には日曜日を投票日とする自治体が大半である。しかし財政が逼迫している地方公共団体が増加していることもあり、投開票の事務従事者にかかる休日勤務手当や時間外勤務手当などの経費削減を目的に平日投票を実施する自治体も見られる。平日投票のメリットとしては財政負担軽減のほか、選挙期間に週末を挟むため立候補者が有権者に対して政見を伝える機会が増えるといった点が挙げられている。
- 山形県飯豊町では1971年9月の町議会議員選挙から2回にわたり土曜日を投開票日とし、1977年3月の町長選挙以降は町長選挙と町議会議員選挙を平日に切り替えている（ただし無投票当選で投票が実施されなかった例があるほか、2007年の町議会議員選挙は参議院議員選挙と同日の日曜日に実施された）[2]。
- 山形県小国町では1992年から町長選挙を平日に切り替えている（ただし2004年の町長選挙は参議院議員選挙と同日の日曜日に実施されることとなっていたが実際には無投票当選となった）[2]。なお、町議会議員選挙は統一地方選挙のため日曜日に実施[2]。
- 秋田県小坂町では2008年から町議会議員選挙を平日の投開票としている[2]。
- 北海道寿都町、黒松内町、宮崎県高千穂町では経費節減のため町長選挙および町議会議員選挙を平日に行っている（高千穂町の町長選は県知事選と同日の日曜日に実施している）[4][5][6]。
- 北海道福島町では、出稼ぎ労働者が帰省した際に投票しやすいよう曜日にかかわらず8月15日近辺に町議会議員選挙を行っている[5]。
- 北海道増毛町では、魚市場の休業日に合わせて土曜日に町長選挙を行っている（町議会議員選挙は統一地方選挙のため日曜日に実施）[5]。
- 北海道本別町では、町長選挙および町議会議員選挙を土曜日に行っている[5]。
- 北海道の長沼町、東川町、秩父別町、北竜町の4町では、統一地方選の行われる4月が農繁期であることから、曜日にかかわらず2月28日に町長選や町議会議員選挙を行っている[4]。

山形県飯豊町や小国町では平日投票が定着しており投票率が80%を超えることもあるが、農林業が主要産業の地域であることから仕事に融通が利く人が多いためと分析されている。
一方、都市部での平日投票は投票率が下がる傾向が指摘されている。平日投票を実施した選挙では、投票率が日曜日に実施した選挙よりも低い例が見られたことから、平日投票に対しては否定的な見方を持つ者もいる。山形県の南陽市や東根市では市長選挙で平日投票を実施したことがあるが投票率が下落したため日曜投票に戻されている。1992年に行われた明るい選挙推進協会による「希望する投票日の曜日」に関する世論調査では日曜・祭日が78.3％を占め、土曜日・平日は6.8％に留まっている。
2017年夏の仙台市長選挙では「土曜日投票、日曜日開票」が検討されアンケートがとられたが「選挙の種類によって投票日が変わると混乱を招く」「結果を速やかに知らせるべき」「翌日開票は投票箱の保管が問題になる」といった消極的な意見が多数を占めたため見送られた。